# 100 피트
《100 피트》(영어: 100 Feet)는 미국에서 제작된 에릭 레드 감독의 2008년 공포 스릴러 영화이다. 팜커 얀선, 보비 캐너발리, 에드 웨스트윅, 마이클 퍼레이 등이 출연하였고, 세라 블랙 등이 제작에 참여하였다.

## 줄거리
경찰관인 남편에게 심각한 가정폭력을 당해온 여주인공이 정당방위로 남편을 살해한 뒤 자택 구금을 당하면서 전자발찌를 차게 된다. 100 피트(30 m) 이상을 벗어나면 알람이 울리고 경찰에게 통지가 가게 되는데, 집의 지박령이 된 죽은 남편이 나타나 생전처럼 학대하기 시작한다.

## 출연
- 팜커 얀선
- 보비 캐너발리
- 에드 웨스트윅
- 마이클 퍼레이
- 퍼트리샤 샤보노
- 케빈 기어

## 기타 제작진
- 공동 제작: 코르넬 시포스
- 배역: 낸시 포이
- 미술: 마르톤 아그흐
- 의상: 에바 바스